# Vouarces
Vouarces település Franciaországban, Marne megyében. Lakosainak száma 61 fő (2022. január 1.). Vouarces Boulages, Étrelles-sur-Aube, Granges-sur-Aube, Marsangis és Saint-Saturnin községekkel határos.

## Népesség
A település népessége az elmúlt években az alábbi módon változott:
| Lakosok száma | 81   | 60   | 63   | 60   | 74   | 69   | 60   | 58   | 57   | 61   |
|               | 1968 | 1982 | 1990 | 2006 | 2013 | 2015 | 2017 | 2019 | 2020 | 2022 |